# Carl Nielsen og Anne Marie Carl-Nielsens Legat
Carl Nielsen og Anne Marie Carl-Nielsens Legat, også kaldt Carl Nielsen Legatet, blev oprettet i 1957 af komponisten Carl Nielsen og hustru, billedhugger og kunstmaler Anne Marie Carl-Nielsens døtre, Irmelin Johanne Eggert-Møller og Anne Marie Telmányi. Fonden bag legatuddelingen ejer 2/3 af kunstnerrettighederne efter Carl Nielsen og alle rettighederne efter billedhuggeren Anne Marie Carl-Nielsen.

## Hæderspriser
Der uddeles årligt 3-4 hæderspriser, hver på 750.000 kroner (i 2017). Dette gør Carl Nielsen og Anne Marie Carl-Nielsens Legat til Danmarks største enkeltstående kulturpris til danske kunstnere. Modtagerne af hæderspriserne udpeges af fondens bestyrelse. Prisen gives for såvel allerede udvist talent som en hjælp til fremtidigt arbejde. Hvert andet år æres Carl Nielsen, når hæderspriserne går til musikere og komponister, og hvert andet år æres Anne Marie Carl-Nielsen, når priserne går til billedkunstnere.
Den første hæderspris blev uddelt i 1959 og gik til komponist og professor Vagn Holmboe. De første år uddelte man kun en enkelt pris, der på det tidspunkt beløb sig til 15.000 kroner. Siden er såvel antallet af hæderspriser som beløbet øget betragteligt, så det nu er muligt hvert år at hædre ikke bare én, men en række af de bedste danske musikere, komponister og billedhuggere. Man kan i særlige tilfælde få tildelt hædersprisen mere end én gang.
I alle ulige årstal uddeles hæderspriserne til danske musikere og komponister. I forbindelse med uddelingen af hæderspriserne arrangerer fonden en koncert, hvor der spilles såvel kompositioner af Carl Nielsen, som kompositioner af de hædrede komponister. I alle lige årstal uddeles hæderspriserne til danske billedhuggere. I forbindelse med uddelingen af hæderspriserne arrangerer fonden en udstilling med værker af de tre kunstnere, så der er mulighed for at stifte yderligere bekendtskab med de prisvindende kunstneres virke.

## Talentpriser
Bestyrelsen har besluttet, at man i tillæg til hæderspriserne uddeler 9 talentpriser á kr. 100.000 hvert år på Carl Nielsens fødselsdag den 9. juni til unge talenter under 35 år, henholdsvis 3 musikere, 3 komponister og 3 billedhuggere.

## Hædersprismodtagere

### Musikere og komponister
- 1959: Professor Vagn Holmboe
- 1961: Kapelmester Thomas Jensen
- 1963: Komponist Bernhard Lewkovitch
- 1965: Komponist Niels Viggo Bentzon
- 1965: Komponist Poul Rovsing Olsen
- 1967: Komponist Thomas Koppel
- 1969: Komponist Per Nørgaard
- 1971: Komponist Ib Nørholm
- 1973: Professor Erling Bløndal Bengtsson
- 1973: Komponist Pelle Gudmundsen-Holmgreen
- 1974: Violinist Emil Telmanyi
- 1975: Kapelmester Ole Schmidt
- 1977: Komponist Mogens Winkel Holm
- 1979: Professor Herman D. Koppel
- 1981: Komponist Svend Nielsen
- 1981: Kapelmester John Frandsen
- 1983: Komponist Finn Høffding
- 1985: Komponist Svend Erik Tarp
- 1987: Komponist Poul Ruders
- 1987: Koncertmester Anton Kontra
- 1989: Komponist Axel Borup-Jørgensen
- 1989: Komponist Hans Abrahamsen
- 1989: Sanger Mette Ejsing
- 1989: Professor, fløjetenist Poul Birkelund
- 1991: Kapelmester Thomas Vetö
- 1991: Oboist Bjørn Carl Nielsen
- 1991: Komponist Erik Norby
- 1991: Komponist, professor Karl Aage Rasmussen
- 1991: Komponist Bent Sørensen
- 1993: Komponist Niels Rosing-Schow
- 1993: Komponist Erik Højsgaard
- 1993: Soloklarinettist Niels Thomsen
- 1995: Komponist, docent Bent Lorentzen
- 1995: Komponist Ivar Frounberg
- 1995: Pianist, docent Anne Øland
- 1997: Komponist Bernhard Lewkovitch
- 1997: Komponist Anders Nordentoft
- 1997: Kapelmester Michael Schønwandt
- 1999: Organist, professor Grethe Krogh
- 1999: Komponist, professor Jørgen Jersild
- 1999: Komponist Palle Mikkelborg
- 2001: Komponist Tage Nielsen
- 2001: Komponist Per Nørgaard
- 2001: Violinist Nikolaj Znaider
- 2003: Dirigent Thomas Dausgaard
- 2003: Komponist Pelle Gudmundsen-Holmgreen
- 2005: Operasanger Bo Skovhus
- 2005: Operasanger Inger Dam Jensen
- 2005: Komponist Karsten Fundal
- 2007: Komponist Ole Buck
- 2007: Pianist Elisabeth Westenholz
- 2009: Violinist Serguei Azizian
- 2009: Komponist Ib Nørholm
- 2009: Komponist Anders Brødsgaard
- 2011: Komponist Finn Savery
- 2011: Komponist Thomas Agerfeldt Olesen
- 2011: Violinist Frederik Øland
- 2011: Violinist Tousgaard
- 2011: Bratschist Asbjørn Nørgaard
- 2011: Cellist Frederik Sjölin
- 2013: Komponist Simon Steen-Andersen
- 2013: Operasanger Henriette Bonde-Hansen
- 2015: Komponist Juliana Hodkinson
- 2015: Komponist John Frandsen
- 2015: Musiker Andreas Brantelid
- 2017: Musiker Ulla Miilmann
- 2017: Kvartetten Nightingale String Quartet
- 2017: Komponisterne Birgitte Alsted og Line Tjørnhøj
- 2019: Musikere Trio con Brio
- 2019: Musiker Johan David Reuter
- 2019: Komponist Simon Løffler
- 2019: Komponist Louise Alenius Boserup
- 2022: Komponist Allan Gravgaard Madsen
- 2022: Musiker Marianna Shirinyan
- 2022: Musiker Henrik Goldschmidt
- 2022: Komponist SØS Gunver Ryberg
- 2023: Komponist Peter Navarro-Alonso
- 2023: Dirigent Thomas Søndergaard
- 2023: Dirigent Paul Hillier
- 2023: Musiker Lasse Mauritzen
- 2023: Komponist Marie Koldkjær Højlund

### Billedhuggere
- 1960: Billedhugger Helge Holmskov
- 1962: Billedhugger, professor Mogens Bøggild
- 1964: Billedhugger Nikolaus Wehding
- 1966: Billedhugger Agnete Madsen
- 1968: Billedhugger Willy Ørskov
- 1970: Billedhugger Jørgen Haugen Sørensen
- 1972: Billedhugger Erik Heide
- 1974: Billedhugger Hanne Varming
- 1976: Billedhugger Ib Brasse
- 1978: Billedhugger John Olsen
- 1980: Billedhugger Bent Sørensen
- 1980: Billedhugger Jytte Thompson
- 1982: Billedhugger Kasper Heiberg
- 1984: Billedhugger Niels Guttormsen
- 1986: Billedhugger Egon Fischer
- 1988: Billedhugger Mogens Møller
- 1988: Billedhugger Ole Christensen
- 1990: Billedhugger Svend Wiig Hansen
- 1990: Billedhugger Erik Thommesen
- 1992: Billedhugger, professor Hein Heinsen
- 1992: Billedhugger Thomas Bang
- 1992: Billedhugger Eva Sørensen
- 1994: Billedhugger Jørgen Haugen Sørensen
- 1994: Billedhugger, professor Bjørn Nørgaard
- 1996: Billedhugger Peter Bonnén
- 1996: Billedhugger Torben Ebbesen
- 1996: Billedhugger Ingvar Cronhammar
- 1998: Billedhugger Jan Leth
- 1998: Billedhugger Thorbjørn Lausten
- 1998: Billedhugger Kirsten Ortwed
- 2000: Billedhugger Elisabeth Toubro
- 2000: Billedhugger Elle Klarskov Jørgensen
- 2000: Billedhugger Anita Jørgensen
- 2002: Billedhugger Lone Høyer Hansen
- 2002: Billedhugger Kirsten Justesen
- 2002: Billedhugger Kirsten Lockenwitz
- 2006: Billedhugger Finn Reinbothe
- 2004: Billedhugger Ole Broager
- 2004: Billedhugger Hans Pauli Olsen
- 2004: Billedhugger William Louis Sørensen
- 2006: Billedhugger Morten Stræde
- 2006: Billedhugger Erik Varming
- 2008: Billedhugger Jytte Høy
- 2008: Billedhugger Erland Knudssøn Madsen
- 2008: Billedhugger Jesper Rasmussen
- 2010: Billedhugger Sophia Kalkau
- 2010: Billedhugger Martin Erik Andersen
- 2010: Billedhugger Thomas Poulsen
- 2012: Billedhuggerne Michael Elmgreen og Ingar Dragset
- 2012: Billedhugger Lilibeth Cuenca Rasmussen
- 2012: Billedhugger Nina Saunders
- 2014: Billedhugger Lea Porsager
- 2014: Billedhugger Marianne Jørgensen
- 2014: Kunstnergruppen Superflex bestående af Jakob Fenger, Rasmus Nielsen og Bjørnstjerne Christiansen
- 2016: Billedhugger Margrethe Sørensen
- 2016: Billedhugger Jørgen Carlo Larsen
- 2016: Billedhuggere Hanne Nielsen og Birgit Johnsen
- 2018: Billedhugger Jeppe Hein
- 2018: Billedhugger Christian Lemmerz
- 2018: Billedhugger Tina Maria Nielsen
- 2020: Billedhugger Jens Haaning
- 2020: Visual Artist Jeanette Ehlers
- 2020: Billedhugger Marianne Hesselbjerg
- 2020: Billedhugger Bjørn Poulsen
- 2021: Billedhugger Dan Vho
- 2021: Billedhugger Eva Steen Christensen
- 2021: Billedhugger Viera Collaro
- 2021: Billedhugger Tove Storch
- 2021: Billedhugger Søren Jensen (billedhugger)
- 2021: Billedhugger Rolf Nowotny